# Kagrra,侍Broad Casting
『Kagrra, 侍Broad Casting』（かぐらざむらいブロードキャスティング）は、LIVECAST.JPにて配信されているKagrra,のギター楓弥と真のインターネットラジオ番組である。Kagrra,侍ポッドキャスティング終了後、2009年8月10日より放送を開始。

## 放送曲
- メンバーの提案や視聴者が出したリクエストに沿って各一曲ずつ放送する。アメブロの公式ページより放送中に流す楽曲のリクエストが可能である。